# Василево (Псковский район)
Василево — деревня в Ядровской волости Псковского района Псковской области.
Расположена на левом берегу реки Дубина, в 12 км к юго-востоку от южной границы Пскова и деревни Черёха.
Численность населения деревни по состоянию на 2000 год составляла 6 жителей.